# Domenica d'agosto
Domenica d'agosto is een Italiaanse film van Luciano Emmer die werd uitgebracht in 1950.
Deze tragikomedie volgt in de beste traditie van de commedia all'italiana de lotgevallen van een aantal mensen wier levens niet of slechts losjes met elkaar verbonden zijn.
De film prijkt op de lijst van 100 film italiani da salvare (1942-1978).

## Verhaal
Italië, enige tijd na het einde van de Tweede Wereldoorlog. Een banale zomerdag in Rome. Heel wat inwoners van Rome begeven zich naar Lido di Ostia, de in de buurt gelegen badplaats. Ze maken de tocht met de fiets zoals een groep jongens, met de bromfiets, met de trein of met de auto zoals de grote en luidruchtige familie Meloni in hun gammele, oude en bomvol zittende auto. Ze stromen allemaal samen op de dijk en op het strand en vormen zo een bonte, vrolijke en drukdoende verzameling dagjesmensen die elkaar kruisen en ontmoeten. 
De knappe Enrico heeft zijn broertje op de fiets vervoerd en maakt kennis met de al even knappe Marcella Meloni. Ze trekken al vlug met elkaar op. 
Luciana is haar vriend Renato meer dan beu omdat hij haar geen toekomstperspectief kan bieden. Ze laat zich afhalen door Roberto die piekfijn in het pak zit en een dure wagen bestuurt.
Alberto is een zwaarmoedige weduwnaar die zijn dochtertje Cristina naar een vakantiekolonie brengt, vooral omdat zijn nieuwe vriendin die hem vergezelt naar zee, dit wil. Hij maakt er kennis met een sympathieke vrouw, Adriana, die er ook haar dochtertje voor een dag naartoe brengt.
De enige mensen in het verhaal die niet naar de kust zijn gegaan zijn verkeersagent Ercole en zijn zwangere verloofde Rosetta die een nieuwe verblijfplaats zoekt. 

## Rolverdeling
| Acteur               | Personage                             |
| -------------------- | ------------------------------------- |
| Franco Interlenghi   | Enrico                                |
| Anna Baldini         | Marcella Meloni                       |
| Emilio Cigolo        | Alberto Mantovani                     |
| Marcello Mastroianni | Ercole Nardi, de verkeersagent        |
| Anna Medici          | Rosetta, de verloofde van Ercole      |
| Anna Di Leo          | Iolanda, de vriendin van Marcella     |
| Elvy Lissiak         | Luciana                               |
| Mario Vitale         | Renato, de ex-vriend van Luciana      |
| Massimo Serato       | Roberto, de nieuwe vriend van Luciana |
| Vera Carmi           | Adriana                               |